# Station Płock Trzepowo
Station Płock Trzepowo is een spoorwegstation in de Poolse plaats Nowe Trzepowo. Na 11 jaar zonder passagiertreinen op het traject Płock - Sierpc is dit station in december 2007 heropend. Naast een tiental passagierstreinen per dag is dit een druk goederenstation vanwege de nabijheid van een olieraffinaderij van PKN Orlen.
Lijn 33 Kutno – Brodnica: 

0: Kutno ·
3: Azory ·
6: Florek ·
9: Raciborów Kutnowski ·
14: Strzelce Kujawskie ·
21: Sierakówek ·
28: Gostynin ·
34: Rogożew ·
39: Łąck ·
45: Płock Radziwie ·
52: Płock ·
58: Płock Trzepowo ·
65: Proboszczewice Płockie ·
73: Gozdowo ·
79: Susk ·
87: Sierpc ·
99: Szczutowo ·
109: Puszcza Rządowa ·
117: Rypin ·
129: Kretki ·
142: Brodnica

Lijn 56 Płock Radziwie – Płock Radziwie Port: 

0: Płock Radziwie ·
2: Płock Radziwie Port